# Campionato sudamericano maschile di pallavolo 1991
Il XIX campionato sudamericano maschile di pallavolo si è svolto nel 1991 a San Paolo, in Brasile. Al torneo hanno partecipato 8 squadre nazionali sudamericane e la vittoria finale è andata per la diciottesima volta, la tredicesima consecutiva, al Brasile.

## Squadre partecipanti
- Argentina
- Brasile
- Cile
- Ecuador
- Paraguay
- Perù
- Uruguay
- Venezuela

## Classifica finale
| Classifica | Squadre   |
| ---------- | --------- |
|            | Brasile   |
|            | Argentina |
|            | Venezuela |
| 4          | Perù      |
| 5          | Cile      |
| 6          | Uruguay   |
| 7          | Ecuador   |
| 8          | Paraguay  |